# 霍恩魏登湖
51°25′07″N 11°55′41″E / 51.418693316684504°N 11.928062438964844°E
霍恩魏登湖（德語：Hohenweidener See），是德國的湖泊，位於該國東北部，由薩克森-安哈爾特州負責管轄，處於薩勒縣，面積0.21平方公里，海拔高度78米，平均水深3米，最大水深4.5米。